# Frank Gatski
Frank Gatski (Farmington, Virginia Occidental, 18 de marzo de 1921 – Morgantown, Virginia Occidental, 22 de noviembre de 2005) fue un jugador profesional estadounidense de fútbol americano que se desempeñó en la posición de center en la All-America Football Conference (AAFC) y en la National Football League (NFL). Es miembro del Salón de la Fama del Fútbol Americano Profesional.

## Carrera
Gatski jugó como profesional once temporadas en Cleveland Browns (1946-1956), después pasó a Detroit Lions, donde jugó una temporada (1957), y fue el equipo en el que se retiró.

## Reconocimiento
El 3 de agosto de 1985, ingresó como miembro al Salón de la Fama del Fútbol Americano Profesional.